# Mars 96

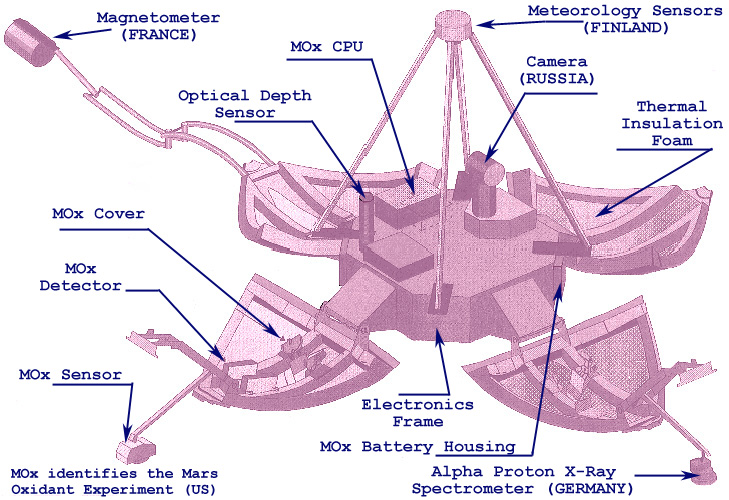
Přistávací modul

Mars 96, také označována Mars 8, byla ruská sonda vyrobená s mezinárodní účastí 22 států, jejímž cílem byla planeta Mars. Byla označena v katalogu COSPAR jako 1996-064A. Odstartovala koncem roku 1996. Náklady mise byly 64 milionů dolarů, podle jiných zdrojů daleko přes 100 mil. dolarů. Mise byla neúspěšná.

## Cíl mise
Měla vykonat cestu dlouhou 82 milionů km k planetě Mars, podílet se na průzkumu jeho povrchu a hledat známky případných forem života.

## Konstrukce sondy
Udaná hmotnost při startu byla 6825 kg. Měla mj. silně radioaktivní energetické plutoniové články. Výrobcem sondy byl ruský výrobce NPO im. S. A. Lavočkina. Skládala se z orbitální části, dvou přistávacích pouzder - stanic, penetrátorů a motorové jednotky. Mezinárodní bylo bohaté přístrojové vybavení určené pro měření slunečního větru a parametrů okolí a povrchu Marsu.

## Průběh letu
Sonda s raketou Proton-K/D-2 odstartovala z kosmodromu Bajkonur dne 16. listopadu 1996. Dostala se na orbitu Země, jenže zde nenastartoval čtvrtý stupeň rakety Proton, který ji měl nasměrovat na dráhu k Marsu. Jiné zdroje příčinu neúspěchu spatřují v nefunkčním motoru sondy, která se od rakety na orbitě oddělila a měla s pomocí motoru odstartovat na únikovou dráhu. Sonda se vrátila do atmosféry 17. listopadu 1996 v oblasti nad Velikonočním ostrovem a její trosky spadly do oceánu. Australská vláda vyhlásila poplach v obavě, zda nedošlo k zamoření smrtelnou dávkou radioaktivity z plutoniových článků. Tyto však zřejmě nerozbité skončily na dně oceánu. Čtvrtý stupeň rakety spadl na Zem o den později.